# Lotononis foliosa
Lotononis foliosa är en ärtväxtart som beskrevs av Harry Bolus. Lotononis foliosa ingår i släktet Lotononis och familjen ärtväxter. Inga underarter finns listade i Catalogue of Life.